# Генрік Дальсгор
Генрік Дальсгор (дан. Henrik Dalsgaard, нар. 27 липня 1989) — данський футболіст, правий захисник клубу «Орхус».

## Клубна кар'єра
У дорослому футболі дебютував 2008 року виступами за команду клубу «Ольборг», кольори якої захищає й донині. Спочатку грав на позиції нападника, згодом використовувався на позиції флангового півзахисника, а з 2012 року грає на правому фланзі захисту. У 2014 році він допоміг клубу виграти чемпіонат та завоювати Кубок Данії. Загалом Генрік провів сім сезонів у рідному клубі, взявши участь у 166 матчах чемпіонату.
На початку 2016 року на правах вільного агента перейшов у бельгійський «Зюльте-Варегем». У 2017 році він допоміг клубу виграти Кубок Бельгії, втім, через травми основним гравцем стати так і не зміг, зігравши за півтора року лише 38 матчів і забивши 9 м'ячів в усіх турнірах.
Влітку 2017 року Дальсгор на правах вільного агента перейшов у англійський «Брентфорд» з у Чемпіоншипу, підписавши контракт на 3 роки. Станом на 21 червня 2018 року відіграв за клуб з Лондона 29 матчів у національному чемпіонаті.

## Виступи за збірні
У 2009—2011 роках залучався до складу молодіжної збірної Данії. На молодіжному рівні зіграв в 11 офіційних матчах. Брав участь у домашньому молодіжному чемпіонаті Європи 2011 року, зігравши в усіх трьох матчах.
26 січня 2013 року в товариському матчі проти збірної Канади Дальсгор дебютував за національну збірну Данії.
У складі збірної був учасником чемпіонату світу 2018 року у Росії.

## Титули і досягнення
- Чемпіон Данії (1):

«Ольборг»: 2013-14
- Володар Кубка Данії (2):

«Ольборг»: 2013-14
«Мідтьюлланн»: 2021-22
- Володар Кубка Бельгії (1):

«Зюлте-Варегем»: 2016-17
| Дата       | Місто           | Господарі            | Результат             | Гості             | Турнір                               | Голи | Примітки |
| ---------- | --------------- | -------------------- | --------------------- | ----------------- | ------------------------------------ | ---- | -------- |
| 26-1-2013  | Тусон (Аризона) | Канада               | 0 – 4                 | Данія             | товариський матч                     | -    | 46'      |
| 24-3-2016  | Гернінг         | Данія                | 2 – 1                 | Ісландія          | товариський матч                     | -    |          |
| 29-3-2016  | Глазго          | Шотландія            | 1 – 0                 | Данія             | товариський матч                     | -    |          |
| 3-6-2016   | Тойота (Айті)   | Боснія і Герцеговина | 2 – 2 д.ч. (4-3 п.п.) | Данія             | Kirin Cup                            | -    |          |
| 10-6-2017  | Астана          | Казахстан            | 1 – 3                 | Данія             | Відбір до ЧС 2018                    | -    | 82'      |
| 1-9-2017   | Копенгаген      | Данія                | 4 – 0                 | Польща            | Відбір до ЧС 2018                    | -    |          |
| 4-9-2017   | Єреван          | Вірменія             | 1 – 4                 | Данія             | Відбір до ЧС 2018                    | -    |          |
| 5-10-2017  | Подгориця       | Чорногорія           | 0 – 1                 | Данія             | Відбір до ЧС 2018                    | -    | 52'      |
| 8-10-2017  | Копенгаген      | Данія                | 1 – 1                 | Румунія           | Відбір до ЧС 2018                    | -    |          |
| 22-3-2018  | Брондбю         | Данія                | 1 – 0                 | Панама            | товариський матч                     | -    | 67'      |
| 2-6-2018   | Стокгольм       | Швеція               | 0 – 0                 | Данія             | товариський матч                     | -    |          |
| 9-6-2018   | Брондбю         | Данія                | 2 – 0                 | Мексика           | товариський матч                     | -    |          |
| 16-6-2018  | Саранськ        | Перу                 | 0 – 1                 | Данія             | ЧС 2018 - 1-й етап                   | -    |          |
| 21-6-2018  | Самара          | Данія                | 1 – 1                 | Австралія         | ЧС 2018 - 1-й етап                   | -    |          |
| 26-6-2018  | Москва          | Данія                | 0 – 0                 | Франція           | ЧС 2018 - 1-й етап                   | -    |          |
| 1-7-2018   | Нижній Новгород | Хорватія             | 1 – 1 д.ч. (3-2 п.п.) | Данія             | ЧС 2018 - 1/8 фіналу                 | -    |          |
| 9-9-2018   | Орхус           | Данія                | 2 – 0                 | Уельс             | Ліга націй УЄФА 2018-2019 - 1-й етап | -    |          |
| 13-10-2018 | Дублін          | Ірландія             | 0 – 0                 | Данія             | Ліга націй УЄФА 2018-2019 - 1-й етап | -    |          |
| 16-11-2018 | Кардіфф         | Уельс                | 1 – 2                 | Данія             | Ліга націй УЄФА 2018-2019 - 1-й етап | -    | 52'      |
| 21-3-2019  | Приштина        | Косово               | 2 – 2                 | Данія             | товариський матч                     | -    | 46'      |
| 26-3-2019  | Базель          | Швейцарія            | 3 – 3                 | Данія             | Відбір до ЧЄ 2020                    | 1    |          |
| 7-6-2019   | Копенгаген      | Данія                | 1 – 1                 | Ірландія          | Відбір до ЧЄ 2020                    | -    |          |
| 8-9-2019   | Тбілісі         | Грузія               | 0 – 0                 | Данія             | Відбір до ЧЄ 2020                    | -    |          |
| 12-10-2019 | Копенгаген      | Данія                | 1 – 0                 | Швейцарія         | Відбір до ЧЄ 2020                    | -    | 90+2'    |
| 15-10-2019 | Ольборг         | Данія                | 4 – 0                 | Люксембург        | товариський матч                     | -    | 68'      |
| 18-11-2019 | Дублін          | Ірландія             | 1 – 1                 | Данія             | Відбір до ЧЄ 2020                    | -    |          |
| 7-10-2020  | Гернінг         | Данія                | 4 – 0                 | Фарерські острови | товариський матч                     | -    | 46'      |
| Усього     |                 | Матчів               | 27                    |                   | Голів                                | 1    |          |